# 2022 aux États-Unis
Chronologie des États-Unis
- 2018
- 2019
- 2020
- 2021
- 2022
- 2023
- 2024
- 2025
- 2026

 2020 par pays en Amérique — 2021 par pays en Amérique — 2022 par pays en Amérique — 2023 par pays en Amérique — 2024 par pays en Amérique
Cette page concerne des événements qui se sont produits durant l'année 2022 du calendrier grégorien aux États-Unis.

## Événements

### Janvier
- x

### Février
- 13 février : les Rams de Los Angeles gagnent le Super Bowl LVI.

### Mars
- 4 mars : sortie du film Turning Red sur Disney+[pertinence contestée]

### Avril
- 4 avril : un agent du Grand Rapids Police Department abat mortellement un immigrant, Patrick Lyoya.
- 7 avril : la juriste et magistrate Ketanji Brown Jackson est nommée juge à la Cour suprême des États-Unis, devenant la première femme noire à siéger dans cette institution[1].
- 12 avril : attaque dans le métro de New York .

### Mai
- 14 mai : une fusillade perpétrée par un suprémaciste blanc fait dix morts dans un magasin de Buffalo, dans l'État de New York.
- 15 mai : une fusillade fait 1 mort et 5 blessés à Laguna Woods en Californie.
- 24 mai : une fusillade a lieu à Uvalde au Texas ; le suspect, un jeune homme, provoque la mort de 21 personnes, dont 19 enfants[2].

### Juin
- 1er juin : fusillade de la Warren Clinic à Tulsa (Oklahoma).
- 4 juin : une fusillade  fait trois morts dans une rue de Philadelphie[3].
- 8 juin : ouverture du 9e Sommet des Amériques à Los Angeles[4].
- 24 juin : la Cour suprême abroge l'arrêt Roe v. Wade et supprime le droit fédéral à l'avortement aux États-Unis.
- 27 juin : les corps de 53 migrants déjà morts ou décédés peu après sont découverts dans la remorque surchauffée d’un camion à San Antonio[5],[6].

### Juillet
- 4 juillet : fusillade  à Highland Park (Illinois).
- 22 juillet : en Californie, un violent incendie nommé « Oak Fire » brûle plus de 6 000 hectares dans le comté de Mariposa et le parc national de Yosemite[7].
- 28 juillet : au Kentucky, des inondations font au moins 25 morts[8].

### Août
- 8 août : le FBI effectue un raid à Mar-a-Lago, la résidence de Donald Trump.
- 12 août : Salman Rushdie, auteur des Versets sataniques, est grièvement blessé par une attaque au couteau dans l’État de New York[9].
- 19 août : El Shafee Elsheikh, membre de la cellule de l'État islamique et des "Beatles", est condamné à huit peines d'emprisonnement à perpétuité par un tribunal de district des États-Unis pour son rôle dans l'enlèvement et la mort des otages James Foley, Steven Sotloff, Peter Kassig et Kayla Mueller[10].

### Septembre
- 28 septembre : l'ouragan Ian frappe la Floride.

### Octobre
- x

### Novembre
- 8 novembre : élections de mi-mandat, notamment les  élections sénatoriales et les élections à la Chambre des représentants.
- 12 novembre : collision aérienne du salon aéronautique de Dallas.
- 16 novembre : lancement d'Artemis I à Cap Canaveral en Floride.
- 19 novembre : fusillade à Colorado Springs (Colorado).
- 22 novembre : fusillade à Chesapeake (Virginie).
- 27 novembre : sur l'île d'Hawaï, le Mauna Loa entre en éruption pour la première fois depuis 1984.

### Décembre
- 6 décembre : second tour des élections sénatoriales en Géorgie (États-Unis).
- 22 au 27 décembre : une tempête hivernale frappe une grande partie du pays, avec des températures glaciales et de fortes chutes de neige[11], faisant près de 50 morts[12].

#### Articles sur l'année 2022 aux États-Unis
- Pandémie de Covid-19 aux États-Unis
- Interdiction de livres aux États-Unis depuis 2021

#### L'année sportive 2022 aux États-Unis
- Saison NBA 2021-2022
- Saison NBA 2022-2023
- Playoffs NBA 2022
- Finales NBA 2022
- Draft 2022 de la NBA
- Championnat NCAA de basket-ball 2022
- Super Bowl LVI
- Draft 2022 de la NFL
- Championnat NCAA de football américain 2022
- Major League Soccer 2022
- Championnat des États-Unis féminin de soccer 2022
- Gold Cup 2022
- Campeones Cup 2022
- Saison 2022 de la Major League Rugby
- 500 miles d'Indianapolis 2022
- NASCAR Cup Series 2022
- IndyCar Series 2022
- Grand Prix automobile des États-Unis 2022
- 24 Heures de Daytona 2022
- Grand Prix moto des Amériques 2022
- US Open de tennis 2022
- Tournoi de tennis d'Indian Wells (ATP 2022)
- Tournoi de tennis d'Indian Wells (WTA 2022)
- Tournoi de tennis de Miami (ATP 2022)
- Tournoi de tennis de Miami (WTA 2022)

#### L'année 2022 dans le reste du monde
- L'année 2022 dans le monde
- 2022 par pays en Amérique, 2022 au Canada, 2022 au Québec, 2022 aux États-Unis
- 2022 en Europe, 2022 dans l'Union européenne, 2022 en Belgique, 2022 en France, 2022 en Suisse
- 2022 en Afrique • 2022 par pays en Asie • 2021 par pays en Océanie
- 2022 aux Nations unies
- Décès en 2022